# Juan Antonio Fernández Abajo
Juan Antonio Fernández Abajo (Saragossa, 21 de febrer de 1938 - † Barcelona, 6 de febrer de 2008) va ser un presentador espanyol de televisió, popular en els anys 60 i 70, en els quals va conduir nombrosos espais de Televisió Espanyola de gran èxit en l'època.

## Biografia
Va fer estudis de Batxillerat primer i, després, a l'Escola de Radiodifusió. El 1957 s'incorpora a Radio Juventud de Barcelona passant, el 1960, a Ràdio Nacional d'Espanya. Posteriorment, conduiria el programa La radio en el hogar (1964) a Radio Peninsular. També seria, el 1966, la veu que va acompanyar les transmissions del Campionat Mundial de Futbol celebrat aquest any a Anglaterra
Entre les seves primeres aparicions en televisió, cal recordar el concurs ¿Quién dice la verdad? (1965-1966). Posteriorment vindrien Palmo a palmo (1970), amb Teresa Gimpera; Premio al mejor (1971) i els espais esportius Más lejos (1971) o Polideportivo (1973).
En aquesta època es va posar al capdavant de macro-programes de varietats, de diverses hores de durada amb diferents contesos (entrevistes, música, humor, concursos...). Van ser molt populars Siempre en domingo (1972), amb José Luis Uribarri, Pilar Cañada, Isabel Bauzá i Clara Isabel Francia; Tarde para todos (1972-1973), amb Luciana Wolf i Clara Isabel Francia o Todo es posible en domingo (1974), amb Tico Medina, Marisa Medina i Kiko Ledgard.
Després de la cancel·lació d'aquest últim programa, es va centrar en la seva tasca com a locutor de ràdio, va crear i va conduir, entre 1973 i 1976 l'espai esportiu Radiogaceta de los Deportes, de Ràdio Nacional d'Espanya, i el 1981 el programa Cataluña Ahora, en la mateixa emissora. En aquesta dècada va estar especialment actiu com a actor i director de doblatge, la seva última ocupació fins a la fi dels seus dies a TVE.

## Premis
- Premi Ondas (1969) Millor locutor local RNE Barcelona
- Antena d'Or (1972)
- TP d'Or al millor presentador (1972)
- Premi Ondas (1973)
- Medalla de plata al Mèrit Esportiu
- Premi Nacional de la Radiodifusió
- Premi Popular del diari Pueblo
- 2 anys consecutius premi Popular Actualitat Espanyola
- Premi Nacional dels sindicats de RTVE